# Concurso de Habilidades de la NBA
El concurso de habilidades de la NBA (Skills Challenge) empezó en el All-Star Weekend de 2003. Está patrocinado tradicionalmente por Taco Bell y es un concurso para jugadores que manejan bien el balón. Consiste en un ejercicio en el que, en el menor tiempo posible, se deben driblar obstáculos, encestar algunas canastas y hacer un pase directo y otro picado que se validan si la bola pasa por sendos aros. Los jugadores deben cumplir las reglas básicas de manejo de balón del baloncesto. De los cuatro jugadores que compiten, los dos con mejor tiempo pasan a la siguiente ronda, donde ambos efectúan la misma prueba para así poder elegir al ganador.

## Ganadores

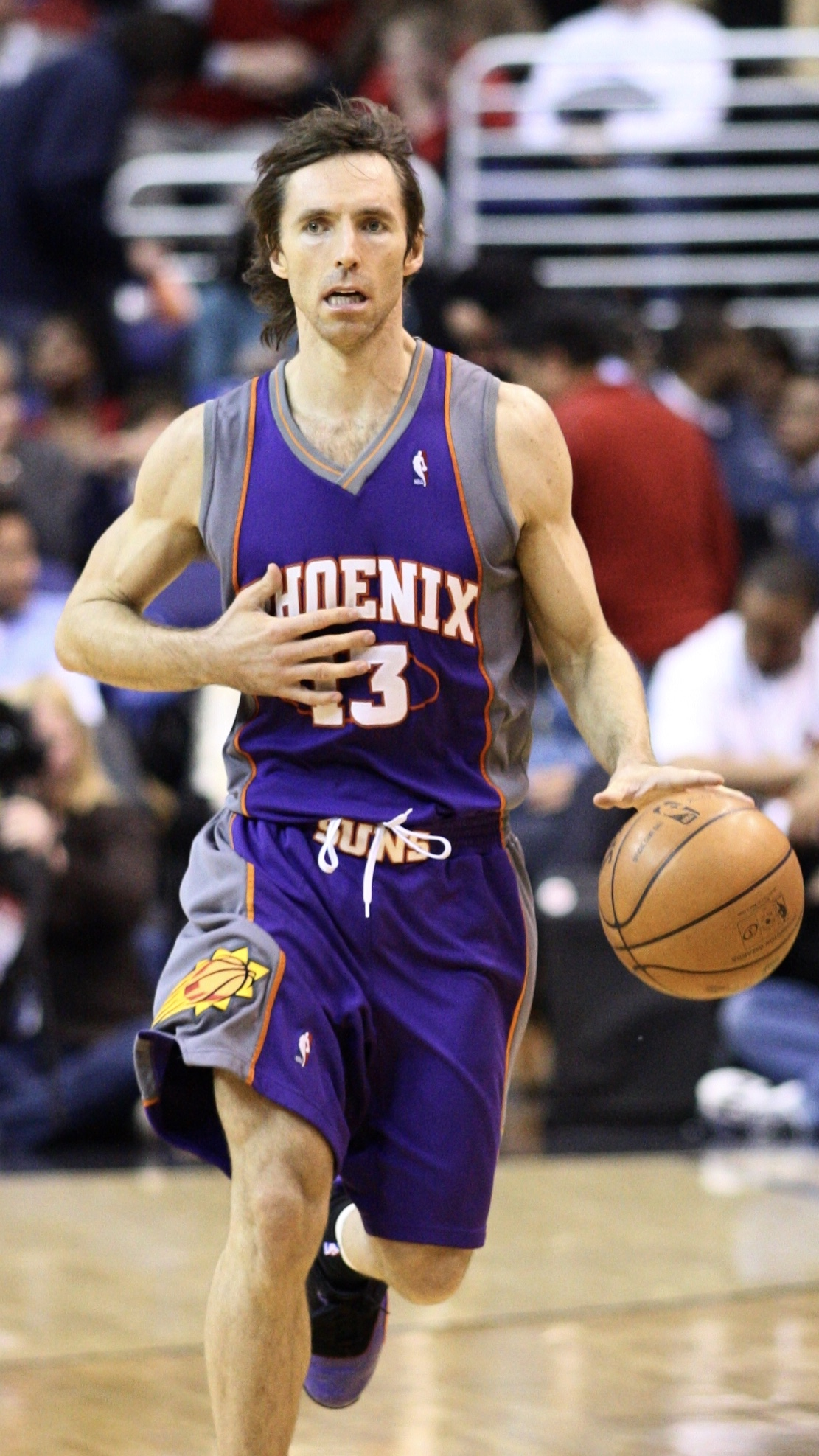
Steve Nash de Phoenix Suns comparte el récord de más títulos (2) con Dwyane Wade y Damian Lillard.

|             | Denota jugador que está en activo en la NBA                                   |
| Jugador (#) | Denota el número de veces que el jugador ha ganado el concurso                |
| Equipo (#)  | Denota el número de veces que un jugador de este equipo ha ganado el concurso |

| Año  | Jugador                                           | Equipo                                   | Tiempo        |
| ---- | ------------------------------------------------- | ---------------------------------------- | ------------- |
| 2003 | Jason Kidd                                        | New Jersey Nets                          | 35.1 segundos |
| 2004 | Baron Davis                                       | New Orleans Hornets                      | 31.6 segundos |
| 2005 | Steve Nash                                        | Phoenix Suns                             | 25.8 segundos |
| 2006 | Dwyane Wade                                       | Miami Heat                               | 26.1 segundos |
| 2007 | Dwyane Wade (2)                                   | Miami Heat (2)                           | 26.4 segundos |
| 2008 | Deron Williams                                    | Utah Jazz                                | 25.5 segundos |
| 2009 | Derrick Rose                                      | Chicago Bulls                            | 35.3 segundos |
| 2010 | Steve Nash (2)                                    | Phoenix Suns (2)                         | 29.9 segundos |
| 2011 | Stephen Curry                                     | Golden State Warriors                    | 28.2 segundos |
| 2012 | Tony Parker                                       | San Antonio Spurs                        | 32.8 segundos |
| 2013 | Damian Lillard                                    | Portland Trail Blazers                   | 29.8 segundos |
| 2014 | Damian Lillard^ (2) Trey Burke (2)                | Utah Jazz (2) Portland Trail Blazers (2) | 45.2 segundos |
| 2015 | Patrick Beverley                                  | Houston Rockets                          | Sin tiempo    |
| 2016 | Karl-Anthony Towns                                | Minnesota Timberwolves                   | Sin tiempo    |
| 2017 | Kristaps Porziņģis                                | New York Knicks                          | Sin tiempo    |
| 2018 | Spencer Dinwiddie                                 | Brooklyn Nets (2)                        | Sin tiempo    |
| 2019 | Jayson Tatum                                      | Boston Celtics                           | Sin tiempo    |
| 2020 | Bam Adebayo                                       | Miami Heat                               | Sin tiempo    |
| 2021 | Domantas Sabonis                                  | Indiana Pacers                           | Sin tiempo    |
| 2022 | Darius Garland Evan Mobley Jarrett Allen          | Cleveland Cavailers                      | Sin tiempo    |
| 2023 | Walker Kessler Collin Sexton Jordan Clarkson      | Utah Jazz                                | Sin tiempo    |
| 2024 | Tyrese Haliburton Myles Turner Bennedict Mathurin | Indiana Pacers (2)                       | Sin tiempo    |
| 2025 | Donovan Mitchell Evan Mobley (2)                  | Cleveland Cavaliers (2)                  | Sin tiempo    |

## Participantes
| Jugador (en negrita) | Indica el ganador                                                      |
| Jugador (#)          | Denota el número de veces que el jugador ha participado en el concurso |

| Año  | Jugadores |
| ---- | --- |
| 2003 | Jason Kidd (1), Stephon Marbury, Tony Parker, Gary Payton |
| 2004 | Earl Boykins (1), Baron Davis, Derek Fisher, Stephon Marbury (2) |
| 2005 | Gilbert Arenas, Earl Boykins (2), Steve Nash (1), Luke Ridnour, |
| 2006 | LeBron James (1), Steve Nash (2), Chris Paul (1), Dwyane Wade (1) |
| 2007 | Kobe Bryant, LeBron James (2), Chris Paul (2), Dwyane Wade (2) |
| 2008 | Jason Kidd (2), Chris Paul (3), Dwyane Wade (3), Deron Williams |
| 2009 | Devin Harris, Jameer Nelson, Tony Parker (2), Derrick Rose, Mo Williams |
| 2010 | Brandon Jennings, Steve Nash (3), Derrick Rose, Deron Williams (2), Russell Westbrook |
| 2011 | Stephen Curry, Chris Paul (4), Derrick Rose (2), John Wall, Russell Westbrook (2) |
| 2012 | Stephen Curry (2), Kyrie Irving, Tony Parker (3), Rajon Rondo, John Wall (2), Russell Westbrook (3), Deron Williams (3)                                                                                       |
| 2013 | Jrue Holiday, Brandon Knight, Damian Lillard, Jeremy Lin, Tony Parker (4), Jeff Teague |
| 2014 | DeMar DeRozan, Giannis Antetokounmpo (Este Equipo 1), Michael Carter-Williams, Victor Oladipo (Este Equipo 2), Reggie Jackson, Goran Dragić (Oeste Equipo 1), Damian Lillard (2), Trey Burke (Oeste Equipo 2) |
| 2015 | Trey Burke, Patrick Beverley, Isaiah Thomas, Jeff Teague, Elfrid Payton, Brandon Knight, Kyle Lowry, Dennis Schröder                                                                                          |
| 2016 | Patrick Beverley (2), DeMarcus Cousins, Draymond Green, Anthony Davis, C. J. McCollum, Emmanuel Mudiay, Karl-Anthony Towns, Isaiah Thomas (2), Jordan Clarkson                                                |
| 2017 | Joel Embiid, Anthony Davis (2), Kristaps Porziņģis, DeMarcus Cousins (2), Nikola Jokić, Gordon Hayward, Devin Booker, John Wall (4), Isaiah Thomas (3)                                                        |
| 2018 | Spencer Dinwiddie, Joel Embiid (2), Al Horford, Lauri Markkanen, Donovan Mitchell, Jamal Murray, Kristaps Porziņģis (2), Lou Williams                                                                         |
| 2019 | Jayson Tatum, Trae Young, Luka Dončić, Nikola Jokić (2) Kyle Kuzma, Nikola Vučević, De'Aaron Fox, Mike Conley, Jr.                                                                                            |
| 2020 | Jayson Tatum (2), Bam Adebayo, Patrick Beverley (2), Spencer Dinwiddie (2), Shai Gilgeous-Alexander, Khris Middleton, Derrick Rose, Domantas Sabonis, Pascal Siakam                                           |
| 2021 | Domantas Sabonis (2) , Robert Covington, Julius Randle, Nikola Vučević (2), Chris Paul, Luka Dončić (2) |
| 2022 | Antetokounmpos (Alex, Giannis (2), y Thanasis Antetokounmpo) vs. Cavs (Jarrett Allen, Darius Garland, Evan Mobley) vs. Rooks (Scottie Barnes, Cade Cunningham, Josh Giddey)                                   |
| 2022 | Jazz (Jordan Clarkson, Collin Sexton, Walker Kessler) vs. Antetokounmpos (Giannis (3), Thanasis (2), Alex (2), Jrue Holiday) vs. Rooks (Paolo Banchero, Jaden Ivey, Jabari Smith Jr.)                         |
| 2024 | Pacers (Tyrese Haliburton, Myles Turner, Bennedict Mathurin) vs. 1st Picks (Victor Wembanyama, Anthony Edwards, Paolo Banchero) vs. All-Stars (Trae Young (2), Scottie Barnes (2), Tyrese Maxey)              |
| 2025 | Cavaliers (Donovan Mitchell (2), Evan Mobley (2) ) vs. Warriors (Draymond Green (2), Moses Moody) vs. Rooks (Zaccharie Risacher, Alex Sarr) vs. Spurs (Chris Paul (6), Victor Wembanyama)                     |